# مركز كفاءة الأمن السيبراني الأوروبي
المركز الأوروبي لكفاءة الأمن السيبراني European Cybersecurity Competence Centre (ECCC)، ويطبق عليه رسميا المركز الأوروبي للكفاءة الصناعية والتكنولوجية والبحثية للأمن السيبراني هو وكالة تنفيذية تابعة للاتحاد الأوروبي ومقرها في بوخارست في رومانيا، مكلفة بتمويل وتنسيق مشاريع أبحاث الأمن السيبراني.  أُعلنت عن خطط إنشاء المركز لأول مرة عام 2018 من قبل المفوضية الأوروبية ونُشرت اللائحة التنظيمية لإنشاء المركز في عام 2021. يتعاون مركز كفاءة الأمن السيبراني تعاونًا وثيقًا مع شبكة مراكز التنسيق الوطنية (NCCs) لدعم الابتكار والسياسة الصناعية في مجال الأمن السيبراني. سيعزز هذا النظام قدرات مجتمع تكنولوجيا الأمن السيبراني.

## التنظيم
على الرغم من أن تنظيم مركز كفاءة الأمن السيبراني لا يزال قيد الإنشاء، إلا أن الهيكل الإداري والحوكمة المخطط له يشمل:
- مجلس إدارة يوفر التوجه الاستراتيجي ويشرف على أنشطة ECCC
- مدير تنفيذي وهو الممثل القانوني لـ ECCC والمسؤول عن إدارتها اليومية
- مجموعة استشارية استراتيجية تضمن إجراء حوار شامل ومستمر ودائم بين المجتمع ومركز الكفاءة. [6]

## الروابط الخارجية
- اللائحة التنظيمية لإنشاء المركز الأوروبي للكفاءة الصناعية والتكنولوجية والبحثية في مجال الأمن السيبراني وشبكة مراكز التنسيق الوطنية